# Карцев (хутор)
Ка́рцев (адыг. Карцев) — хутор в Гиагинском районе Республики Адыгея. Входит в Сергиевское сельское поселение.

## География
Хутор расположен в юго-восточной части Гиагинского района, на левом берегу реки Фарс, у впадения в ней реки Сераль. Находится в 7 км к югу от центра сельского поселение — села Сергиевское, в 41 км к юго-востоку от районного центра — станицы Гиагинская и в 29 км к северо-востоку от города Майкоп.
Площадь территории хутора составляет — 0,27 км2, на которые приходятся 0,18 % от общей площади сельского поселения.
Ближайшие населённые пункты: Днепровский на северо-западе, Козополянский на севере, Тамбовский на северо-востоке и Фарсовский на юго-востоке, на противоположном берегу реки.
Населённый пункт расположен на Закубанской наклонной равнине, в переходной от равнинной в предгорную зону республики. Средние высоты на территории хутора составляют около 192 метров над уровнем моря. Рельеф местности представляет собой в основном волнистую равнину, имеющей общий уклон с юго-запада на северо-восток, с холмистыми и курганными возвышенностями. Долина реки Фарз изрезана балками и понижениями.
Гидрографическая сеть представлена рекой Фарс и её левым притоком Сераль, впадающая в неё к востоку от хутора. У юго-восточной окраины населённого пункта находится крупный водоём.
Климат на территории хутора мягкий умеренный. Среднегодовая температура воздуха положительная и составляет около +11,5°С. Среднемесячная температура воздуха в июле достигает +23,0°С. Среднемесячная температура января составляет около 0°С. Среднегодовое количество осадков составляет около 740 мм. Основная часть осадков выпадает в период с мая по июль.

## Население
| 2002 | 2010 | 2013 | 2014 | 2015 | 2016 | 2017 |
| ---- | ---- | ---- | ---- | ---- | ---- | ---- |
| 83   | ↘70  | ↗82  | ↘79  | ↗86  | ↘79  | ↗80  |
| 2018 | 2019 | 2020 | 2021 | 2023 | 2024 |      |
| ↘76  | ↗77  | ↘70  | ↗90  | ↗94  | ↗107 |      |

Плотность — 396.3 чел./км2.
Национальный состав
По данным Всероссийской переписи населения 2010 года:
| Народ    | Численность, чел. | Доля от всего населения, % |
| -------- | ----------------- | -------------------------- |
| русские  | 54                | 77,1 %                     |
| белорусы | 5                 | 7,2 %                      |
| другие   | 11                | 15,7 %                     |
| всего    | 70                | 100 %                      |

Мужчины — 34 чел. (48,6 %). Женщины — 36 чел. (52,4 %).

## Инфраструктура
Ближайшие объекты социальной инфраструктуры (школа, детский сад, фельдшерско-акушерский пункт) расположены в хуторе Тамбовский.

## Улицы
В хуторе всего две улицы — Рыбаловская и Советская.